# 小瓣翠雀花
小瓣翠雀花（学名：Delphinium micropetalum）是毛茛科翠雀属的植物，是中国的特有植物。分布于缅甸以及中国大陆的云南等地，生长于海拔3,300米至4,200米的地区，多生在山地草坡，目前尚未由人工引种栽培。

## 异名
- Delphinium micropetalum Finet et Gagnep. f. album W. T. Wang